# جائزة سان مارينو الكبرى 1991
جائزة سان مارينو الكبرى 1991 هو سباق فورمولا 1 أقيم بتاريخ 28 أبريل 1991 في حلبة إنزو دينو فيراري، إيمولا، إميليا-رومانيا، إيطاليا. كان الثالث من أصل 16 في بطولة العالم لسباقات الفورمولا واحد موسم 1991. حلّ البرازيلي آيرتون سينا أولا بينما جاء النمساوي غيرهارد بيرغر في المركز الثاني وحصل على المركز الثالث الفنلندي جاي جاي ليتو.